# Испра
Испра (итал. Ispra) — город и коммуна на севере Италии. Расположена в провинции Варесе области Ломбардия, на берегу озера Маджоре.
Население составляет 5 270 человека (2017 г), плотность населения составляет 331 чел./км². Занимает площадь 15,91 км². Почтовый индекс — 21027. Телефонный код — 0332.
Покровителем населённого пункта считается святитель Мартин Турский. Праздник ежегодно празднуется 11 ноября.